# مستكان (أرومية)
مستكان هي قرية في مقاطعة أرومية، إيران. عدد سكان هذه القرية هو 234 في سنة 2006.